# Vincenc Dlouhý
Vincenc Dlouhý (24. listopadu 1883, Třebíč-Jejkov  – 9. května 1965, Kuks) byl český fotograf a malíř.

## Biografie
Vincenc Dlouhý se narodil v roce 1883 v části Třebíče zvané Jejkov, jeho otcem byl prodejce a zpracovatel kůže Vincenc Dlouhý a matka Marie rodem Jelínková. Mezi lety 1896 a 1900 studoval gymnázium v Třebíči, ale ve čtvrtém ročníku studia zanechal a přešel na Uměleckoprůmyslovou školu do Prahy. Následně vystudoval Akademii výtvarných umění v Praze, jeho lektorem byl František Ženíšek. Díky tomu, že jeden z jeho obrazů zaujal Františka Josefa I. získal stipendium do Itálie, kde našel ženu, která pocházela z Plzně, kam se za ní po návratu do Československa odstěhoval. Byla dcerou ředitele gymnázia a on tak nastoupil jako učitel kresby. Po konci první světové války působil v Bratislavě a Jihlavě jako fotograf. Po rozchodu s manželkou se vrátil do Třebíče, kde se začal věnovat fotografování profesionálně od roku 1934. Jako fotograf působil v domě na ulici Vítězslava Nezvala v Třebíči až do roku 1958. Ke konci života se odstěhoval k synovi nedaleko Trutnova a zemřel v sanatoriu v Kuksu v roce 1965.
Věnoval se komerční fotografii, jako malíř se věnoval krajinářské a portrétní malbě. Věnoval se také tvorbě pohlednic, které vydával sám, ale později byly vydávány i jinými nakladateli. Nakreslil několik vedut z okolí Třebíče. Několik z jeho obrazů je součástí sbírek Muzea Vysočiny v Třebíči. Byl strýcem malíře Františka Dlouhého.